# Universität Landshut

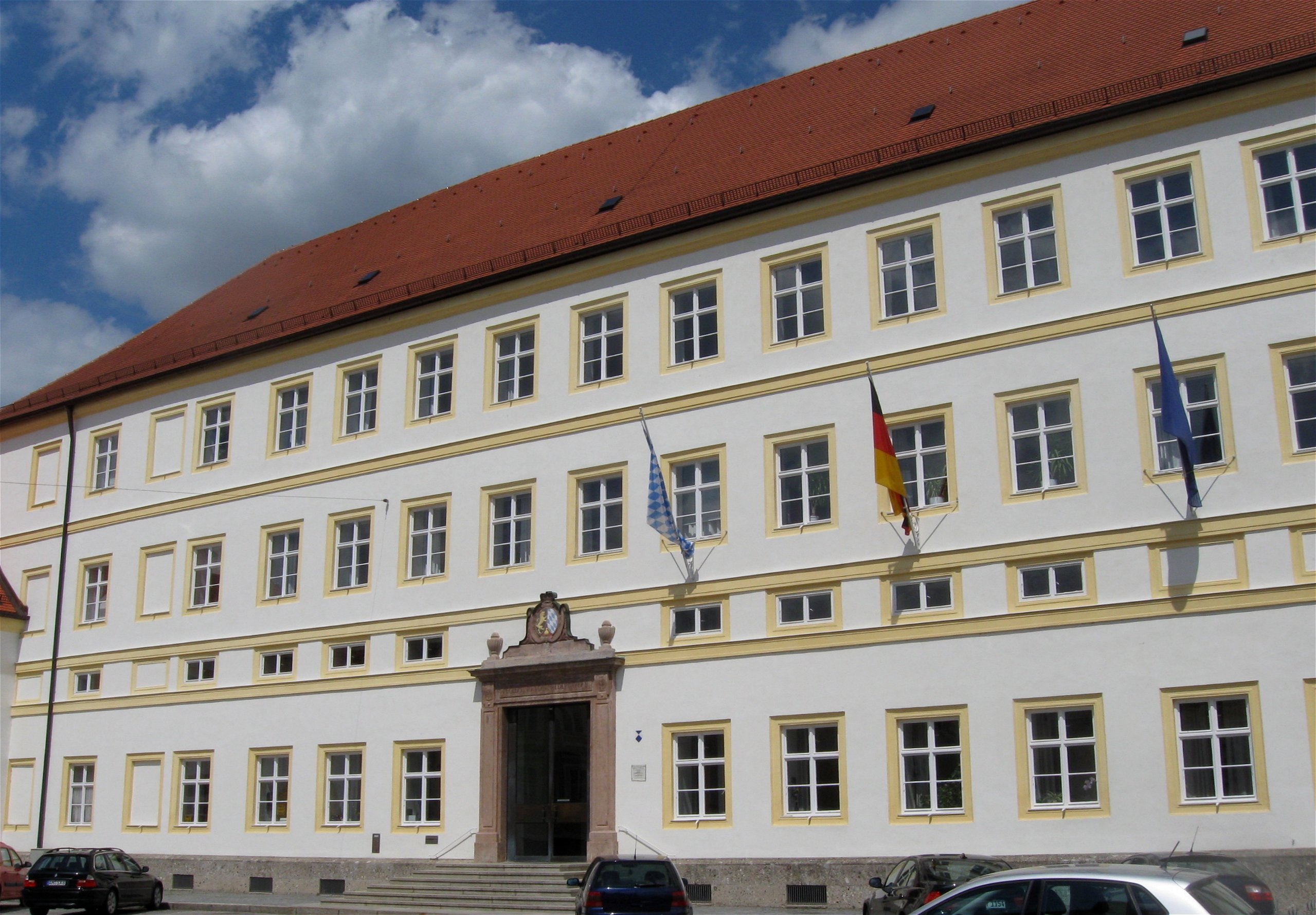
Ehemaliges Dominikanerkloster, 1802–1826 Landesuniversität

Die Universität Landshut bestand von 1800 bis 1826 und war die Nachfolgerin der Universität Ingolstadt. Die Tradition beider Universitäten besteht bis heute in der Ludwig-Maximilians-Universität München fort.

## Geschichte
Im Jahr 1800 verlegte Bayerns Kurfürst Max IV. Joseph, ab 1806 König Maximilian I. Joseph (Bayern), die 1472 gegründete bayerische Landesuniversität von Ingolstadt nach Landshut. Der Grund war die Gefährdung Ingolstadts im Zweiten Koalitionskrieg. Zur Verlegung nach Landshut schrieb Richard Du Moulin-Eckart:

„Am 17. Mai des Jahres 1800 erhielt die Churfürstliche Universität zu Ingolstadt den Befehl, sich sowie sämtliche Akademiker in reisefertigen Zustand zu setzen und dann sogleich nach Landshut abzugehen. Niemand ahnte, daß diese schleunige provisorische Versetzung der alten Ingolstädter Universität eine dauernde sein sollte. Und nicht bloß das – daß von diesem Tage an eine neue Ära für dieselbe beginnen sollte ... . Dort am Fuße der Trausnitz hat sie die letzten   
Spuren des jesuitischen Druckes abgestreift und ist zu einem Hort der Wissenschaft und Aufklärung geworden.“

Die Universität wurde in den Räumen des aufgehobenen Dominikanerklosters und im ehemaligen Jesuitenkolleg eingerichtet. 1802 wurde sie nach ihrem Stifter Ludwig dem Reichen und Max IV. Joseph in Ludwig-Maximilians-Universität umbenannt. Durch die Verlegung erhoffte man sich einen geistigen Neuanfang und eine Stärkung der staatlichen Aufsicht über die Universität. Beseitigt werden sollte vor allem die streng konservative und antireformatorische Ausrichtung der alten Universität Ingolstadt. Dies zeigt sich vor allem in der Berufung vornehmlich norddeutscher und protestantischer Professoren auf die Lehrstühle der Universität. Außerdem wurde die alte Gliederung der Universität in Fakultäten beseitigt und – analog zur Bayerischen Akademie der Wissenschaften – in zwei Hauptklassen mit je vier Sektionen eingeteilt.
Zu den bedeutendsten Professoren der Landshuter Zeit der Universität gehörte Johann Michael Sailer, der hier bis 1821 Moral- und Pastoraltheologie sowie Homiletik und Pädagogik unterrichtete („Sailer-Kreis“). Zu seinen Hörern gehörte auch der bayerische Kronprinz, der spätere König Ludwig I. Durch das Wirken von Johann Michael Sailer wurde die Universität Landshut zu einem Zentrum der katholischen Erneuerung in Bayern nach den Erfahrungen der Säkularisation und der Angriffe des Rationalismus. In seiner Lehrtätigkeit in Landshut formte Sailer eine ganze Generation von Priestern, die sich der Pflege der kirchlichen Tradition ebenso verpflichtet fühlten wie einer offenen und konstruktiven Auseinandersetzung mit den Anliegen der Aufklärung.
1811/12 zählte die Universität Landshut 640 Akademiker.
Innerhalb kurzer Zeit entwickelte sich die Universität Landshut zu einem der wichtigsten Zentren der höheren Bildung in Deutschland. Im Jahre 1819 wurde allerdings auch sie von den Auswirkungen der Karlsbader Beschlüsse getroffen. Während der aufgrund des Universitätsgesetzes zum außerordentlichen Ministerialkommissar ernannte Regierungsdirektor Karl von Günther die Universität als traditionsreiche Korporation in keiner Weise respektierte, schritt er gegen Studierende und deren – in Landshut allerdings unpolitisches – Verbindungswesen nur vereinzelt und auf Anordnung des Ministeriums ein. Spannungen innerhalb der Professoren, der Weggang bedeutender Hochschullehrer sowie die schlechte finanzielle Ausstattung führten schon bald zum Niedergang der Landshuter Universität. Nicht zuletzt zur Beseitigung dieser Missstände und wegen der gestiegenen Bedeutung Münchens als Haupt- und Residenzstadt des Königreichs Bayern verlegte König Ludwig I. die Universität 1826 von Landshut nach München.

## Universitätsgebäude
- Dominikanerkloster Landshut: Kirche und Konventgebäude des im Zuge der Säkularisation 1802 aufgehobenen Klosters wurden zum Sitz der bayerischen Landesuniversität bestimmt. Der dreigeschossige Barockbau (ab 1699 entstanden) bildet einen Hof an der Nordseite der gotischen, barock umgestalteten Kirche. Beim Einzug der Universität wurde die Mauer, die an der Westseite Kloster und Kirche gegen die Stadt abgrenzte, niedergelegt. Im Hof wurde 1803/4 ein Neubau für das anatomische Institut der Universität errichtet. Nach der Verlegung der Landesuniversität nach München wurden die Gebäude zunächst dem Appellationsgericht zugewiesen. Seit 1839 ist das Dominikanerkloster Sitz der Regierung von Niederbayern.

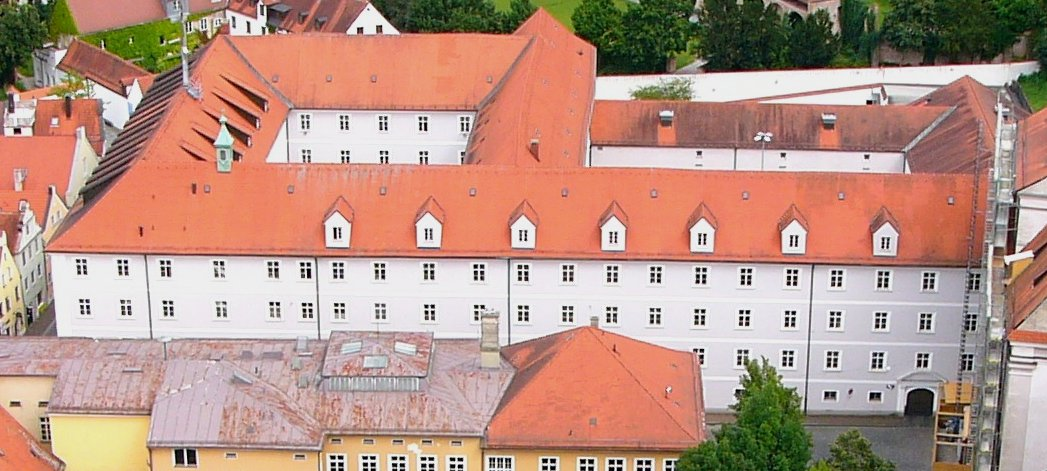
Ehemaliges Jesuitenkolleg

- Jesuitenkirche St. Ignatius: Das ehemalige Jesuitenkolleg wurde bei der Verlegung der bayerischen Landesuniversität nach Landshut dem herzoglichen Georgianum, dem mit der Universität Ingolstadt verbundenen Priesterseminar, übergeben. Die Gebäude des Kollegs waren 1665–1691 von Michael Beer und Michael Thumb errichtet worden. Bei der Aufhebung des Jesuitenordens 1773 wurden die Gebäude zunächst dem Malteserorden übergeben. Nach der Verlegung der Universität nach Landshut wurden die Gebäude bis 1919 als Kaserne genutzt; heute dienen sie der öffentlichen Verwaltung.

## Professoren
- Johann Michael Sailer (1751–1832), Professor für Moral- und Pastoraltheologie, Bischof von Regensburg
- Franz de Paula von Schrank (1747–1835), ab 1784 Professor für Landwirtschaft und Naturgeschichte zunächst in Ingolstadt, später Landshut; ab 1809 Gründungsdirektor des Botanischen Gartens in München
- Georg Alois Dietl (1752–1809), Professor für Ästhetik ab 1801
- Anton Michl (1753–1813), ab 1799 Professor für kanonisches Recht und Kirchengeschichte
- Johann Christian Siebenkees (1753–1841), Rechtswissenschaftler, Dichter und ab 1810 Professor der Literaturgeschichte sowie Bibliothekar an der Universität
- Konrad Mannert (1756–1834), ab 1805 Professor für Geschichte und Geographie, mit Verlegung der Universität ab 1826 in München
- Franz Xaver von Moshamm (1756–1826), ab 1800 Professor der Kameralistik und Ökonomie
- Gregor Leonhard Reiner (1756–1807), ab 1800 bis 1807 Professor der Philosophie und Geschichte
- Nikolaus Thaddäus von Gönner (1764–1827), Professor der Rechte zunächst in Ingolstadt, dann in Landshut
- Jakob Salat (1766–1851), Professor für Philosophie 1807–1826, Vertreter der Aufklärung
- Johann Baptist Graser (1766–1841), Professor der Philosophie und Pädagogik
- Sebastian Mall (1766–1836), Benediktinerpater, ab 1801 Professor für Exegese und orientalische Sprachen
- Andreas Röschlaub (1768–1835), ab 1802 Professor der Pathologie und Medizin, ab 1826 in München
- Karl Wilhelm Friedrich von Breyer (1771–1818), Historiker und Hochschullehrer, ab 1804 Professor für Geschichte und Statistik
- Ludwig Walrad Medicus (1771–1850), Professor für Forst- und Landwirtschaft sowie Landwirtschaft, ab 1826 in München
- Carl Sebastian Heller von Hellersberg (1772–1818), von 1804 bis 1818 Professor der Geschichte und des Staatsrechts, ständiges Mitglied des Senats, Universitätsarchivar sowie deren Schatzmeister
- Joseph August Schultes (1773–1831), bedeutender Botaniker, seit 1809 Professor für Naturgeschichte und Botanik; blieb nach der Verlegung der Universität als Direktor der Chirurgischen Schule in Landshut
- Paul Johann Anselm Ritter von Feuerbach (1775–1833), ab 1804 Professor der Rechte, 1805 als Geheimer Referendar in das Ministerialjustiz- und Polizeidepartement nach München versetzt; Entwurf für das neue Strafgesetzbuch für das Königreich Bayern (1813)
- Johann Nepomuk von Fuchs (1774–1856), ab 1807 Professor für Chemie und Mineralogie
- Johann Georg Feßmaier (1775–1828), Rechtswissenschaftler, Historiker, von 1799 bis 1804 ordentlicher Professor des Rechts
- Friedrich Ast (1778–1841), Professor für klassische Philologie
- Friedrich Carl von Savigny (1779–1861), ab 1808 ordentlicher Professor für römisches Zivilrecht in Landshut; wechselte bereits 1810 als Professor für römisches Recht an die neu gegründete Berliner Universität
- Friedrich Tiedemann (1781–1861), ab 1806 Professur für Anatomie und Zoologie, 1816 bis zu seiner Emeritierung 1849 Professor für Anatomie und Physiologie in Heidelberg
- Philipp Franz von Walther (1782–1849), ab 1804 Professor für Physiologie, 1818 bis 1830 Professor für Chirurgie und Augenheilkunde an der Rheinischen Friedrich-Wilhelms-Universität Bonn, 1830 leitender Arzt für Chirurgie und Augenheilkunde im städtischen Krankenhaus in München
- Johann Andreas Buchner (1783–1852), Pharmakologe, ab 1818 außerordentlicher Professor in Landshut, nach Verlegung der Universität in München
- Eduard Henke (1783–1869), Jurist, 1808–1813 außerordentlicher Professor der Rechtswissenschaften
- Martin Münz (1785–1849), Anatom, ab 1821 Ordinarius in Landshut, nach Verlegung der Universität in München, 1828 Professor für Anatomie an der Universität Würzburg
- Carl Joseph Anton Mittermaier (1787–1867), 1811 Professor der Rechte in Landshut, ab 1819 an der Universität Bonn, ab 1821 an der Universität Heidelberg
- Franz Reisinger (1787–1855), Chirurg, 1819 außerordentlicher, ab 1822 ordentlicher Professor für Medizin; 1824 nach Erlangen versetzt
- Johann Nepomuk von Wening-Ingenheim (1790–1831), Rechtswissenschaftler und Hochschullehrer, ab 1814 ordentlicher Professor des Zivilrechts
- Johann Adam Oberndorfer (1792–1871), Nationalökonom, 1819 Privatdozent, 1821 außerordentlicher, 1822 ordentlicher Professor der Staatswirtschaft
- Joseph Franz von Allioli (1793–1873), nach dem Studium an der Universität Landshut ab 1823 außerordentlicher und ab 1824 ordentlicher Professor der orientalischen Sprachen, der Exegese und biblischen Archäologie; nach Verlegung der Universität Professor in München

## Studenten und Absolventen

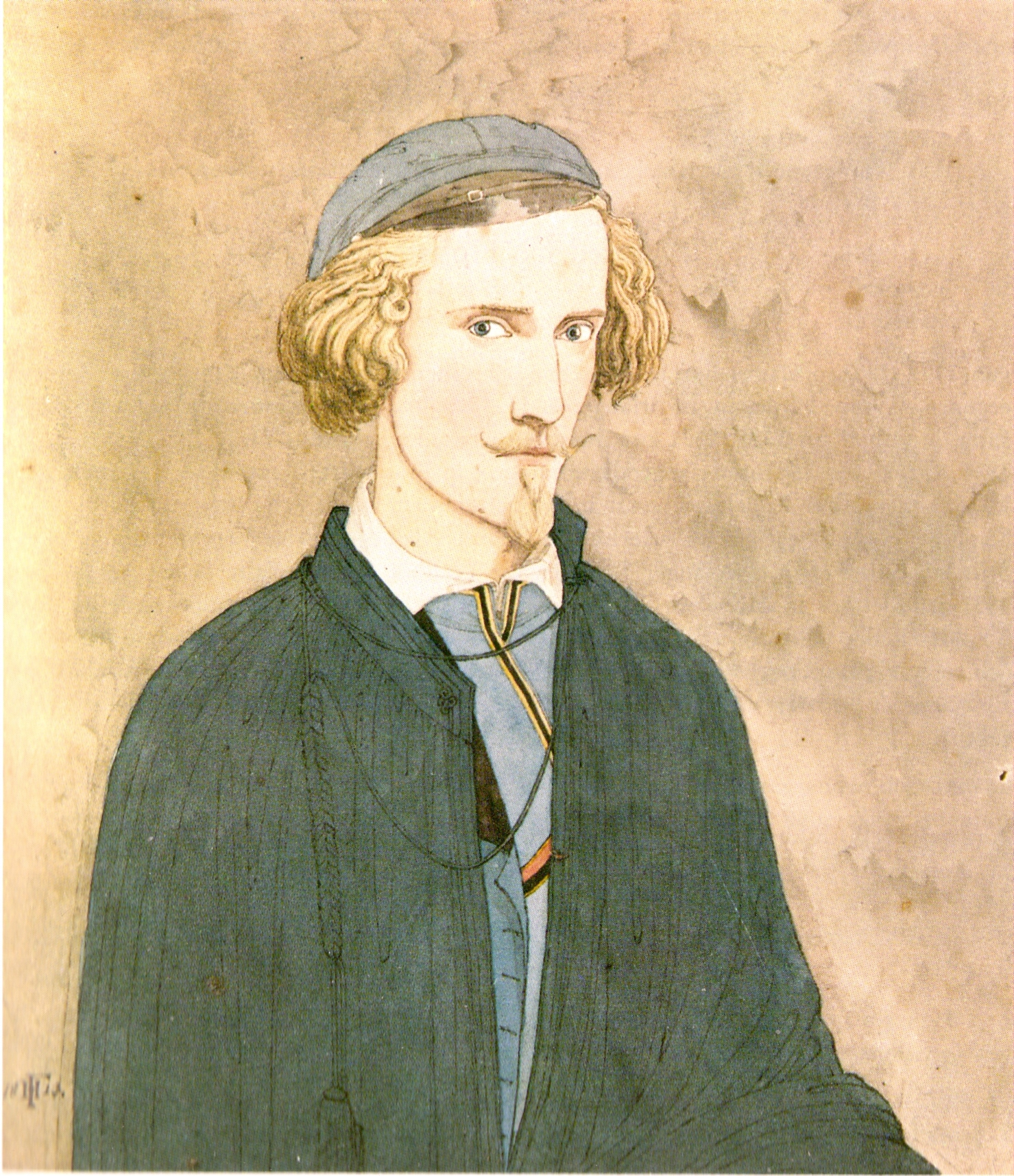
Friedrich Hoffstadt als Student in Landshut (1823)

- Johann Evangelist Wetzler (1774–1850), Arzt
- Franz Xaver Schwäbl (1778–1841), Bischof von Regensburg
- Martin Münz (1779–1849), Anatom und Hochschullehrer
- Johann von Gott Fröhlich (1780–1849), klassischer Philologe
- Maurus Hagel (1780–1842), Benediktinermönch und katholischer Theologe
- Leonhard von Holler (1780–1858), Verwaltungsjurist im bayerischen Innenministerium
- Johann Nepomuk Buchinger (1781–1870), Jurist, Historiker, Reichsarchivrat und Hochschullehrer in München
- Albert Schott (1782–1861), Jurist und Politiker, Mitglied des Vorparlaments in der Frankfurter Paulskirche 1848
- Johann Nepomuk von Poißl (1783–1865), Komponist und Intendant der Hofmusik und des Hoftheaters in München
- Christoph Leonhard Wolbach (1783–1872), Jurist und erster frei gewählter Oberbürgermeister Ulms
- Josef Scheill (1784–1834), katholischer Geistlicher, Theologe und Kirchenrechtler
- Karl von Seinsheim (1784–1864), bayerischer Finanzminister und Präsident der Kammer der Abgeordneten
- Adam von Faßmann (1785–1840), Apotheker und Mitglied der Kammer der Abgeordneten
- Martin Münz (1785–1848), Professor für Anatomie an der Universität Würzburg
- Raimund Veit (1785–1857), Studium der Kameralistik; Begründer der Landwirtschaftswissenschaft in Bayern
- Johann Nepomuk von Ringseis (1785–1880), Leibarzt des bayerischen Kronprinzen Ludwig, ab 1826 Professor der Medizin an der Universität München
- König Ludwig I. (1786–1868) von Bayern, ab 1803 (siehe auch: Haus zum Kronprinzen)
- Josef von Teng (1786–1837), bayrischer Jurist und Bürgermeister von München (1836–37)
- Jakob Bauer (1787–1854), Politiker, Bürgermeister von München (1838–54)
- Eduard von Schenk (1788–1841), bayerischer Staatsmann und Innenminister
- Jakob Philipp Fallmerayer (1790–1861), Orientalist, ab 1826 Professor für Philologie und Universalhistorie an der Universität München
- Johann Nepomuk von Wening-Ingenheim (1790–1831), Rechtswissenschaftler und Hochschullehrer
- Andreas Erhard (1791–1846), Philosoph und Schriftsteller
- Sylvester Jordan (1792–1861), Jurist und Politiker, Vizepräsident des Vorparlaments 1848 in der Frankfurter Paulskirche
- Franz Sales Handwercher (1792–1853), „Segenspfarrer von Oberschneiding“, Sozialreformer
- Johann Adam Oberndorfer (1792–1871), Nationalökonom und Hochschullehrer
- Johann Baptist von Pfeilschifter (1792–1874), Publizist
- Richard Anton Nikolaus Carron du Val (1793–1846), Jurist und Politiker, Bürgermeister von Augsburg
- Ludwig Rumpf (1793–1862), Professor für Mineralogie und Pharmazeutische Chemie an der Universität Würzburg
- Franz Michael Permaneder (1794–1862), Professur der Kirchengeschichte und des Kirchenrechts am Lyzeum in Freising und Universität München
- Georg von Oettl (1794–1866), Bischof von Eichstätt
- Ignaz Perner (1796–1867), Rechtsanwalt und Pioniere der Tierschutzbewegung
- Johann Baptist Bauer (1797–1867), Jurist, württembergischer Verwaltungsaktuar, Stadtschultheiß, Gerichtsnotar und Landtagsabgeordneter
- Lorenz Zierl (1797–1844), Professor in München, Pionier der Agrarwissenschaft in Bayern
- Melchior von Diepenbrock (1798–1853), ab 1845 Fürstbischof von Breslau; 1850 zum Kardinal ernannt
- Johann Friedrich Forster (1800–1856), Professor an der Baderschule in Landshut, Professor für Chirurgie Universität München
- Georg Joseph Götz (1802–1871), Domkapitular der Diözese Würzburg und Abgeordneter des Kammer der Abgeordneten
- Friedrich Hoffstadt (1802–1846), Richter, Maler und Kunstschriftsteller
- Georg Karl Reindl (1803–1882), Domdekan in München
- Josef Anselm Pangkofer (1804–1854), Mundartdichter
- Gregor von Scherr (1804–1877), Abt der Benediktinerabtei Metten, Erzbischof von München und Freising
- Josef Anton Maximilian Perty (1804–1884), Entomologe und Naturphilosoph, Professor an der Universität Bern
- Johann Evangelist Stadler (1804–1868), ab 1833 außerordentlicher Professor und von 1837 bis 1839 ordentlicher Professor für biblische Theologie an der Universität München; später Domkapitular und Domdekan in Augsburg
- Julius Hermann Schultes (1804–1840), Botaniker; Studium der Medizin in Landshut (Sohn von Joseph August Schultes)
- Heinrich von Hofstätter (1805–1875), ab 1839 Bischof von Passau
- Franz Graf von Pocci (1807–1876), Zeichner, Schriftsteller und Musiker